# Elżbieta Sobótka
Elżbieta Sobótka (ur. 30 kwietnia 1957 w Warszawie) – polska dyplomatka i urzędniczka państwowa, m.in. podsekretarz stanu w Ministerstwie Pracy i Polityki Społecznej (do 2001) konsul generalna RP w Kolonii (2001–2006) i Monachium (2007–2012).

## Życiorys
Absolwentka Wydziału Prawa i Administracji Uniwersytetu Warszawskiego (1980). W trakcie studiów uzyskała odznaczenie Primus Inter Pares i nagrodę im. Frycza Modrzewskiego sekretarza naukowego Polskiej Akademii Nauk za bardzo dobre wyniki w nauce. W latach 1984–1986 odbyła aplikację radcowską, uzyskując uprawnienia radcy prawnego. Odbywała staże naukowe na Uniwersytecie w Konstancji i Uniwersytecie w Getyndze oraz studiowała na Uniwersytecie w Bonn. W 1999 odbyła szkolenie i zdała egzamin dla członków rad nadzorczych w spółkach Skarbu Państwa.
Przez siedem lat była zatrudniona na stanowisku asystenta w Instytucie Pracy i Spraw Socjalnych. Przez rok była również radcą prawnym w Zakładzie Doskonalenia Kadr Kierowniczych Centralnego Związku Spółdzielni Budownictwa Mieszkaniowego. W 1991 rozpoczęła pracę w ówczesnym Ministerstwie Pracy i Polityki Socjalnej. W latach 1991–1994 była doradcą ministra. Następnie pełniła funkcję wicedyrektorki Departamentu Zbiorowych Stosunków Pracy oraz, od 4 marca 1998 podsekretarza stanu w Ministerstwie Pracy i Polityki Społecznej. Odwołana z ostatniej funkcji z dniem 25 września 2001.
Przez kilka lat koordynowała program Phare „Dialog społeczny”. Od 1993 redagowała serię wydawniczą "Biblioteka dialogu społecznego", w której ukazało się już jedenaście tomów. Od 1993 jest członkinią Polsko-Niemieckiego Stowarzyszenia Prawników. W latach 1998–2000 była wysłanniczką rządu na Międzynarodowych Konferencjach Pracy MOP w Genewie.
Następnie pracowała dla Ministerstwa Spraw Zagranicznych, pełniąc funkcję konsul generalnej w Kolonii (2001–2006) oraz w Monachium (2007–2012).
W 2013 została odznaczona Bawarskim Orderem Zasługi.